# Șantierul Naval Tulcea
Șantierul Naval Tulcea este un șantier naval din România.
Înființat în 1976, unitatea a fost folosită la acea vreme pentru reparația navelor pe care România le utiliza la pescuitul oceanic.
În 1980 prin comasarea a două întreprinderi apare Intreprinderea de Construcții Navale și Utilaj Tehnologic Tulcea, iar prin transformarea acesteia în societate comercială pe acțiuni și prin preluarea patrimoniului apare SC SNT SA Tulcea. 
În timp, obiectivul de activitate al șantierului a fost lărgit, iar în unitate s-a început construirea și comercializarea navelor maritime, fluviale, comerciale, tehnice și militare, a utilajelor tehnologice și a pieselor de schimb.
Șantierul naval se ocupa, de asemenea, cu reparațiile navale și serviciile de asistență tehnică.
Până în 2000, când a avut loc privatizarea, unicul șantier naval din Tulcea și-a schimbat denumirea de trei ori.
În aprilie 2000, s-a produs privatizarea.
Pachetul majoritar de acțiuni ale întreprinderii navale (69,99 %) a fost cumpărat de la Fondul Proprietății de Stat de compania norvegiană Aker Brattvaag AS.
În toamna anului 2007, grupul sud-coreean STX Shipbuilding au achiziționat 39,2 % din acțiunile rivalului norvegian Aker Yards, devenind cel mai important acționar individual al șantierului naval din Tulcea.
Număr de angajați:
- 2018: 3.229

- 2017: 2.772
- 2016: 2.503
- 2015: 3.339
- 2009: 4.000[1]
- 2006: 2.686[2]
- 2005: 2.507[2]
- 1999: 3.000[1]

Cifra de afaceri:
- 2018: 1056,4 milioane lei

- 2017: 395,2 milioane lei (85,9 milioane euro)
- 2016: 464 milioane lei ( 103,1 milioane euro)
- 2015: 808,6 milioane lei (181,7 milioane euro)
- 2014: 580,8 milioane lei (130,5 milioane euro)
- 2006: 297,9 milioane lei (84,6 milioane euro)[2]
- 2005: 369,7 milioane lei (102,1 milioane euro)[2]

#### Venit net:
- 2018: - 77,6 milioane lei

- 2017: -136,9 milioane lei (-29,7 milioane euro) pierdere

- 2016: 4,2 milioane lei ( 0,93 milioane euro)
- 2015: -23 milioane lei ( -5,18 milioane euro) pierdere
- 2014: -22 milioane lei ( -4,94 milioane euro) pierdere